# Myersiohyla
Myersiohyla is een geslacht van kikkers uit de familie boomkikkers (Hylidae). De groep werd voor het eerst wetenschappelijk beschreven door Julián Faivovich, Célio Fernando Baptista Haddad, Paulo Christiano de Anchietta Garcia, Darrel Richmond Frost, Jonathan Atwood Campbell en Ward C. Wheeler in 2005.
Er zijn zes soorten, inclusief twee soorten die pas in 2013 zijn beschreven. Alle soorten komen voor in delen van Zuid-Amerika en leven in de landen Guyana en Venezuela.

## Soorten
Geslacht Myersiohyla
- Soort Myersiohyla aromatica
- Soort Myersiohyla chamaeleo
- Soort Myersiohyla inparquesi
- Soort Myersiohyla kanaima
- Soort Myersiohyla loveridgei
- Soort Myersiohyla neblinaria

Aplastodiscus · 
Bokermannohyla · 
Colomascirtus · 
Hyloscirtus · 
Hypsiboas · 
Myersiohyla